# Karangluhur
Karangluhur is een bestuurslaag in het regentschap Wonosobo van de provincie Midden-Java, Indonesië. Karangluhur telt 5328 inwoners (volkstelling 2010).